# Авраамий (епископ Суздальский)
Авраа́мий (конец XIV века — после 15.12.1448) — епископ Суздальский с 1431 по 1452 год, участник Ферраро-Флорентийского собора, автор «Исхождения Авраамия Суждальскаго на осмый собор с митрополитом Исидором в лето 6945».
Ездил на Ферраро-Флорентийский собор вместе с митрополитом Киевским Исидором, под давлением которого подписал акт соединения церквей. Как пишет другой участник делегации Симеон Суздальский, Авраамий Исидором был подвергнут недельному заключению, после чего и согласился подписать унию. Прибыл в Москву 19 сентября 1440 года ранее возвращения своего владыки. Участвовал в Соборе, низвергнувшем Исидора, и в Соборе, поставившем епископа Рязанского Иону митрополитом Киевским и всея Руси.
Ему принадлежит восторженное и подробное описание мистерий, изображавших Благовещение и Вознесение, которые он видел во время пребывания во Флоренции.